# Попешти-Леордени
Попешти-Леордени (рум. Popești-Leordeni) — город в Румынии в составе жудеца Илфов.

## История
Долгое время это была обычная сельская местность. В 1873 году коммуны Попешти-Кондурату и Леордени были объединены в коммуну Попешти-Леордени.
В 1950 году эти земли стали пригородным районом Бухареста. С 1981 года они были переведены в подчинение Сельскохозяйственному сектору Илфов, который с 1997 года стал жудецом Илфов.
В 2005 году коммуна Попешти-Леордени получила статус города.